# Horta de Xàtiva

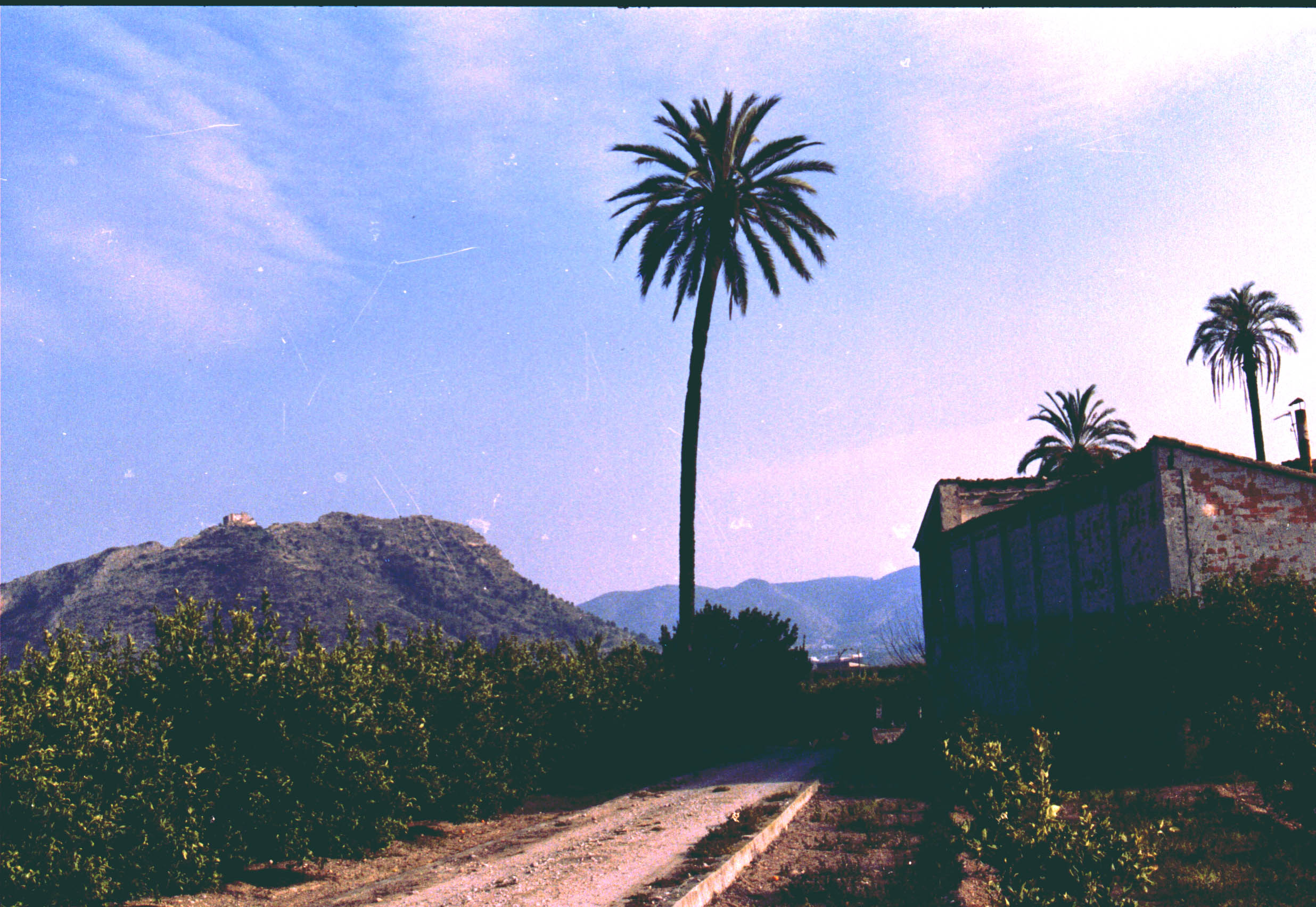
Alqueria en l'horta de Xàtiva amb El Puig al fons

L'Horta de Xàtiva és una subcomarca del País Valencià que actualment es troba integrada en la comarca de la Costera. Hi formen part els municipis actuals de Barxeta, Xàtiva, El Genovés, Llocnou d'En Fenollet i Novetlè.  També en formava part el municipi de Castelló de la Ribera, que a dia de hui pertany a la comarca de la Ribera Alta. Apareix al mapa de comarques d'Emili Beüt "Comarques naturals del Regne de València" publicat l'any 1934.
| |          |          |          |
| \| Municipi \| Població \| Extensió \| Densitat \| \| --------------------- \| -------- \| -------- \| -------- \| \| Barxeta \| 1.623 \| 28,50 \| 56,95 \| \| el Genovés \| 2.847 \| 15,20 \| 173,09 \| \| Llocnou d'en Fenollet \| 928 \| 1,50 \| 554,67 \| \| Novetlè \| 879 \| 1,50 \| 476,67 \| \| Xàtiva \| 29.400 \| 76,60 \| 368,43 \| \| Total \| 35.677 \| \| \| |          |          |          |
| Municipi | Població | Extensió | Densitat |
| Barxeta | 1.623    | 28,50    | 56,95    |
| el Genovés | 2.847    | 15,20    | 173,09   |
| Llocnou d'en Fenollet | 928      | 1,50     | 554,67   |
| Novetlè | 879      | 1,50     | 476,67   |
| Xàtiva | 29.400   | 76,60    | 368,43   |
| Total | 35.677   |          |          |